# Штефенешть (Сусень, Арджеш)
Штефенешть, Штефенешті (рум. Ștefănești) — село у повіті Арджеш в Румунії. Входить до складу комуни Сусень.
Село розташоване на відстані 94 км на захід від Бухареста, 17 км на південний схід від Пітешть, 101 км на північний схід від Крайови, 114 км на південний захід від Брашова.

## Населення
За даними перепису населення 2002 року у селі проживали 140 осіб, усі — румуни. Усі жителі села рідною мовою назвали румунську.